# Бениц
Бениц (њем. Benitz) општина је у њемачкој савезној држави Мекленбург-Западна Померанија. Једно је од 59 општинских средишта округа Бад Доберан. Према процјени из 2010. у општини је живјело 358 становника. Посједује регионалну шифру (AGS) 13051008.

## Географски и демографски подаци
Бениц се налази у савезној држави Мекленбург-Западна Померанија у округу Бад Доберан. Општина се налази на надморској висини од 13 метара. Површина општине износи 9,5 km². У самом мјесту је, према процјени из 2010. године, живјело 358 становника. Просјечна густина становништва износи 38 становника/km².